# Духовшчинско побрђе
Духовшчинско побрђе (рус. Духовщинская возвышенность) благо је заталасано подручје моренског порекла у европском делу Руске Федерације, на северозападу Смоленске области. Представља северозападни огранак пространијег Смоленског побрђа.
Територијално се налази на подручју Духовшчинског рејона Смоленске области. Побрђе је благо нагето од северозапада ка југоистоку, а највиша тачка налази се на надморској висини од 288 метара. У основи је изграђено од доломита и кречњака девонске и карбонске старости. Рељеф је на овом подручју благо заталасан, понегде чак и уравњен, док се једино у западном делу налазе нешто издигнутији брдски делови. Представља хидролошко развође између басена Дњепра и Западне Двине. На овом подручју свој ток почиње река Хмост (десна притока Дњепра).